# Moco
Moco is een berg in Huambo, Angola.
De Moco is onderdeel van Bié-plateau, en geldt met 2.620 m boven de zeespiegel als het hoogste punt van Angola. Het gebied is belangrijk voor vogels, vanwege het klimaat dat er heerst.